# 觀塘游泳池

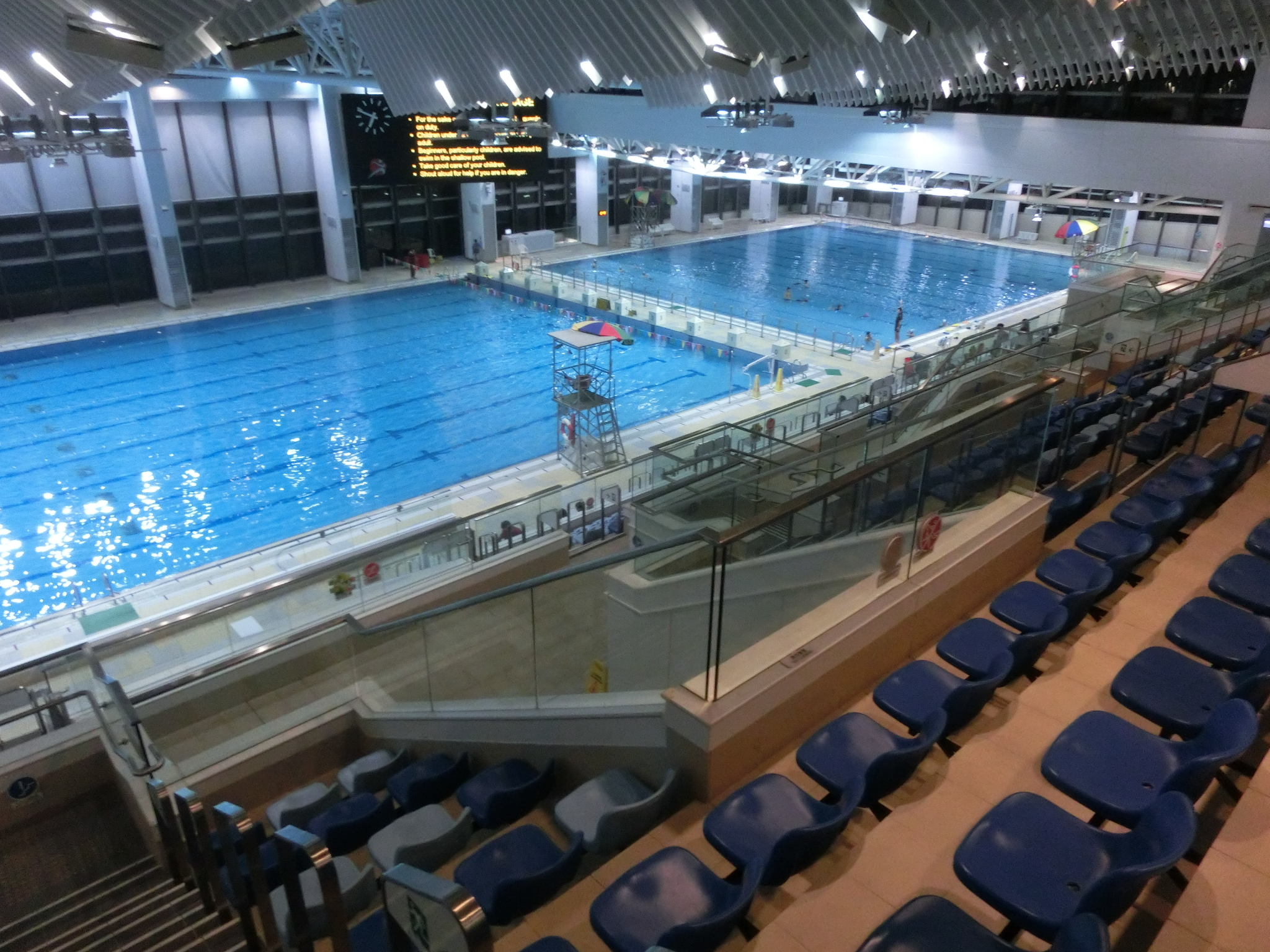
室內主池及副池，恆溫供水，全年開放

觀塘游泳池（英語：Kwun Tong Swimming Pool）位於香港九龍觀塘區佳廉道10號（1971年-2012年間），即翠屏邨以南，原址為觀塘新區巴士總站及安置區，於1971年7月25日啟用；於2013年4月1日取代，位於翠屏道2號的新觀塘游泳池落成及啟用。

## 歷史

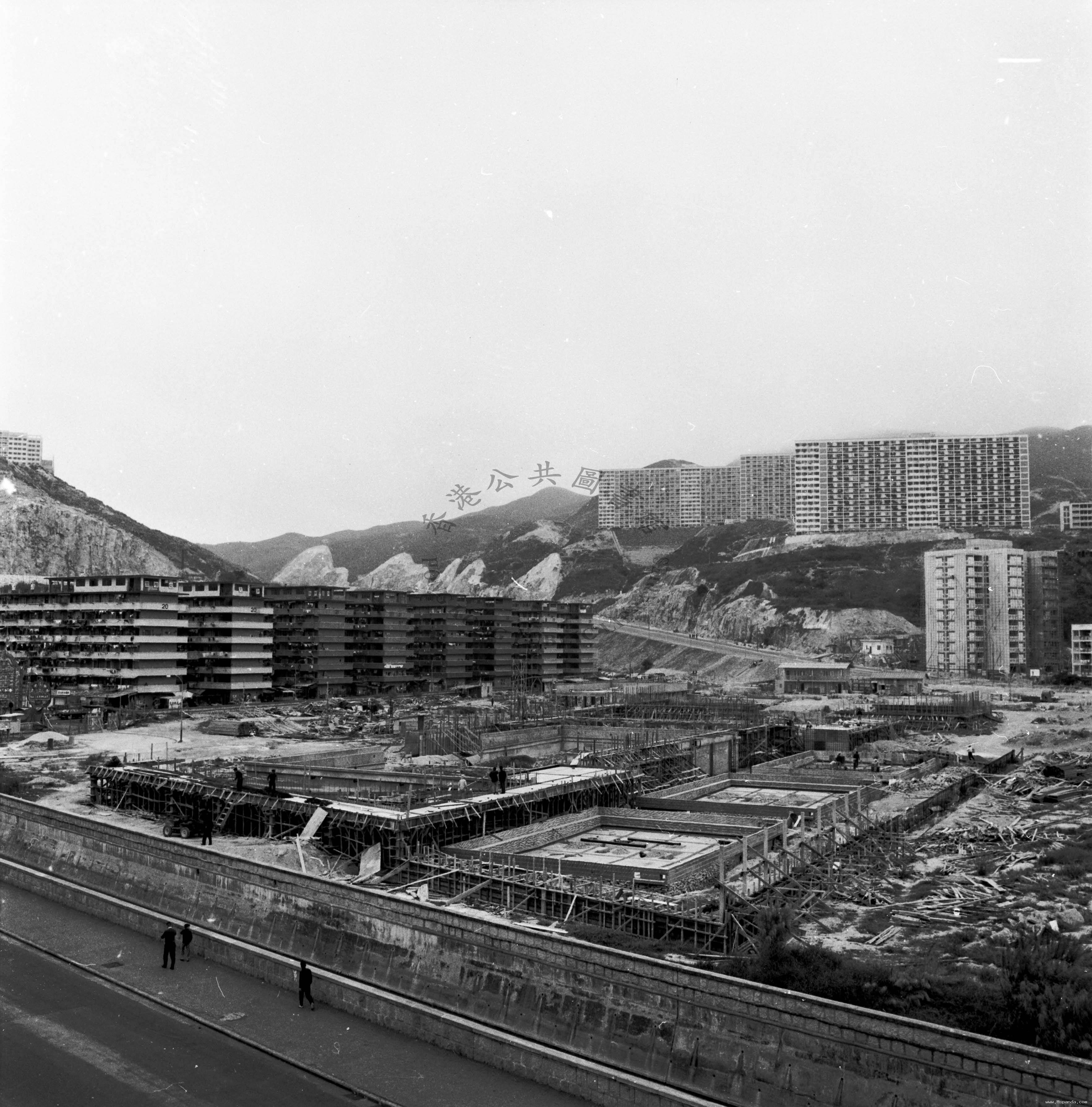
1960年代興建中的舊觀塘游泳池

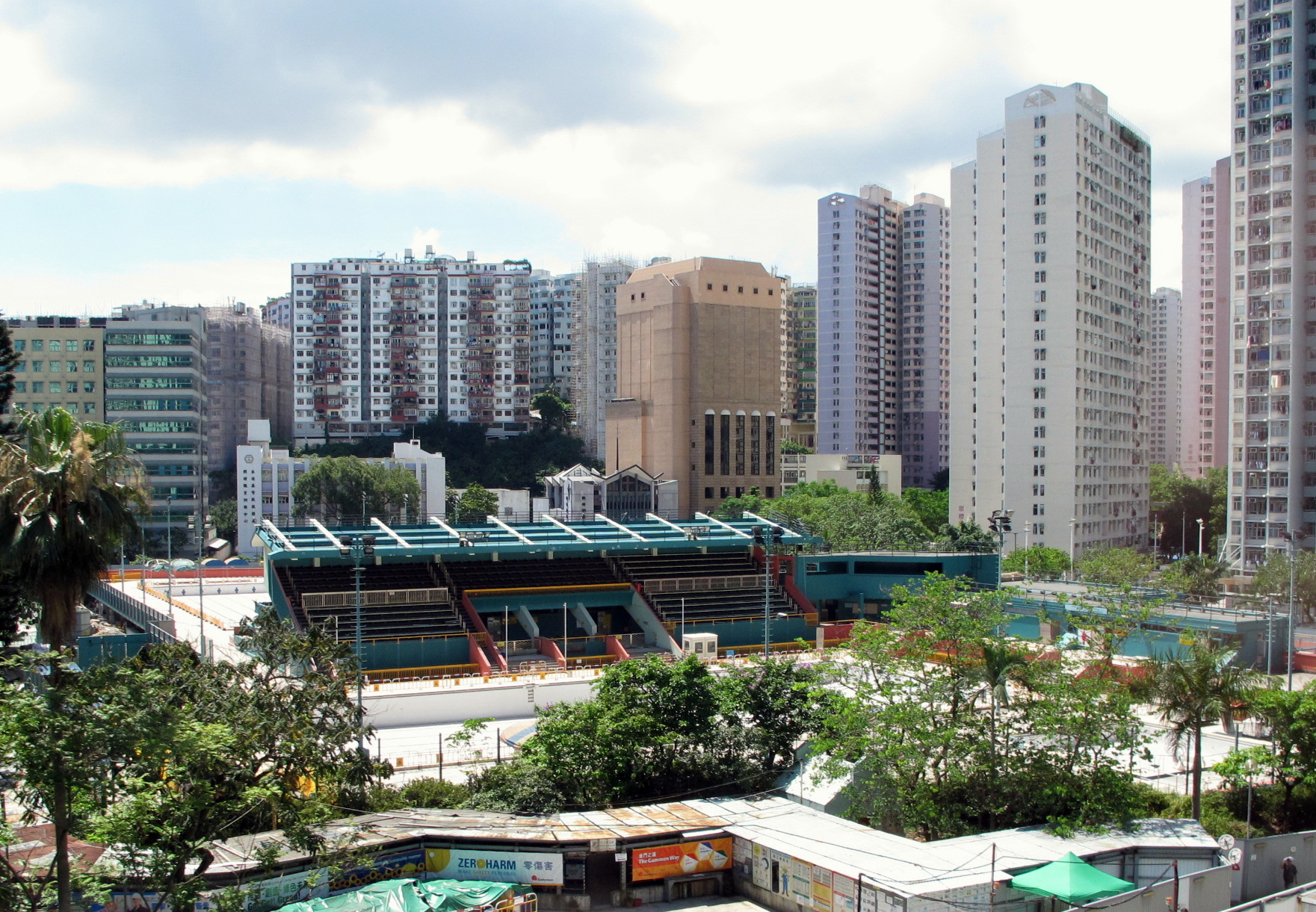
重建前的觀塘游泳池

觀塘游泳池於1971年7月25日落成啟用，並於10月31日由當時訪問香港的英國安妮公主為其剪綵及揭幕，先後由市政局、臨時市政局和康樂及文化事務署管理。政府於2002年提出在泳池原址興建屬於觀塘大會堂及重建觀塘游泳池，惟此計劃於2006年被臨時抽起。
由於觀塘游泳池的設備日益老化，期間發生了多次水浸和電力故障等事故，場地亦未能夠符合國際標準，不能夠再應付社區需求。康樂及文化事務署於2009年申請撥款，在觀塘遊樂場足球場舊址興建新觀塘游泳池，由金門建築承建，於2013年4月1日啟用。

## 設施

### 舊觀塘游泳池
- 戶外主池，50米x25米（水深1.37至1.93米）
- 戶外副池，50米x21米（水深1.07至1.37米）
- 戶外習泳池，3個，於2009年泳季完結後拆卸
- 戶外跳水池，於2010年泳季改建為習泳池
- 戶外兒童池
- 戶外嬉水池
- 可以容納800名觀眾的看台
- 輔助設施
  - 繳費處
  - 辦事處
  - 洗手間
  - 更衣室
  - 育嬰間
  - 急救室
  - 食肆

### 新觀塘游泳池

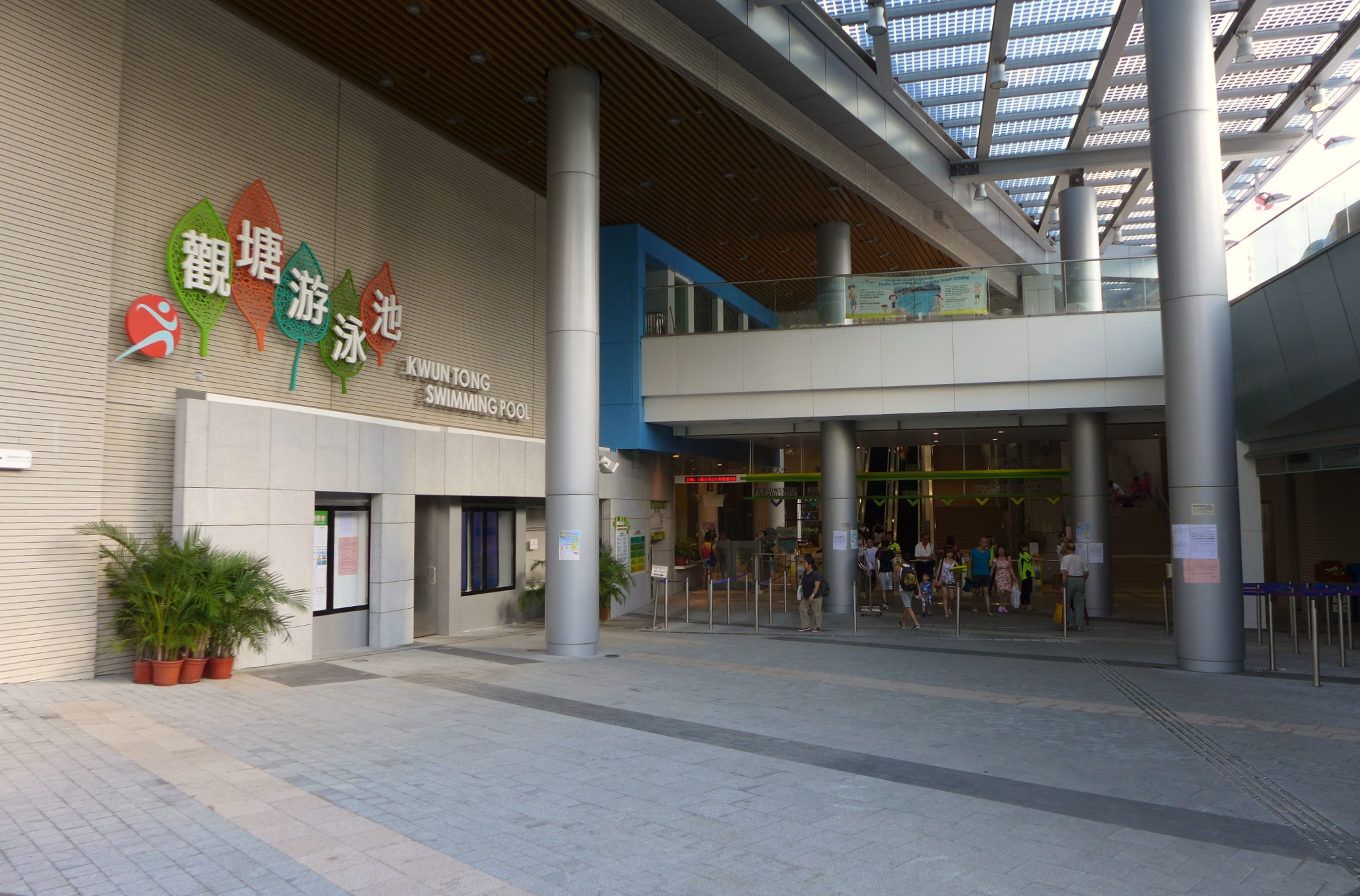
入口

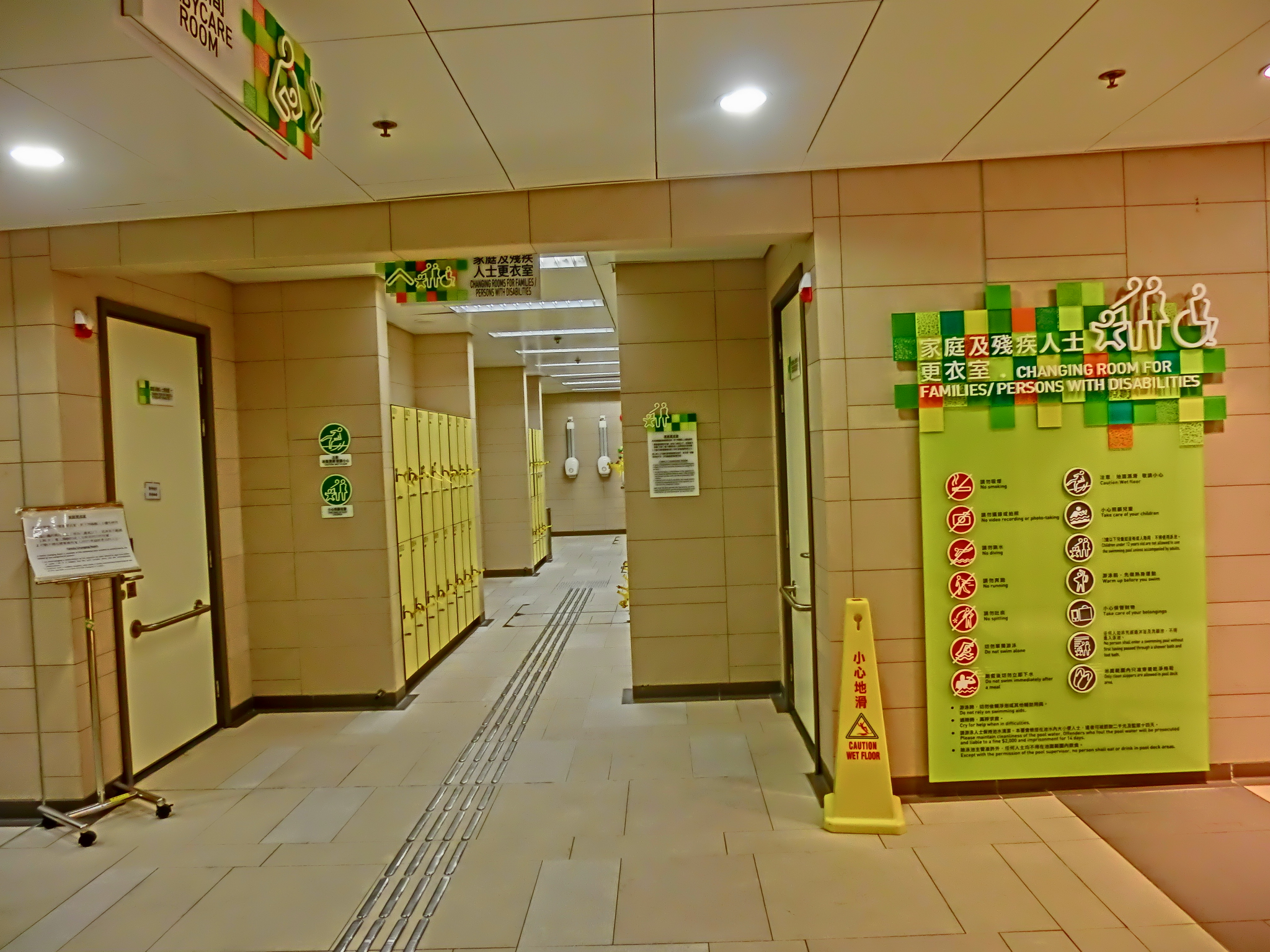
更衣室入口

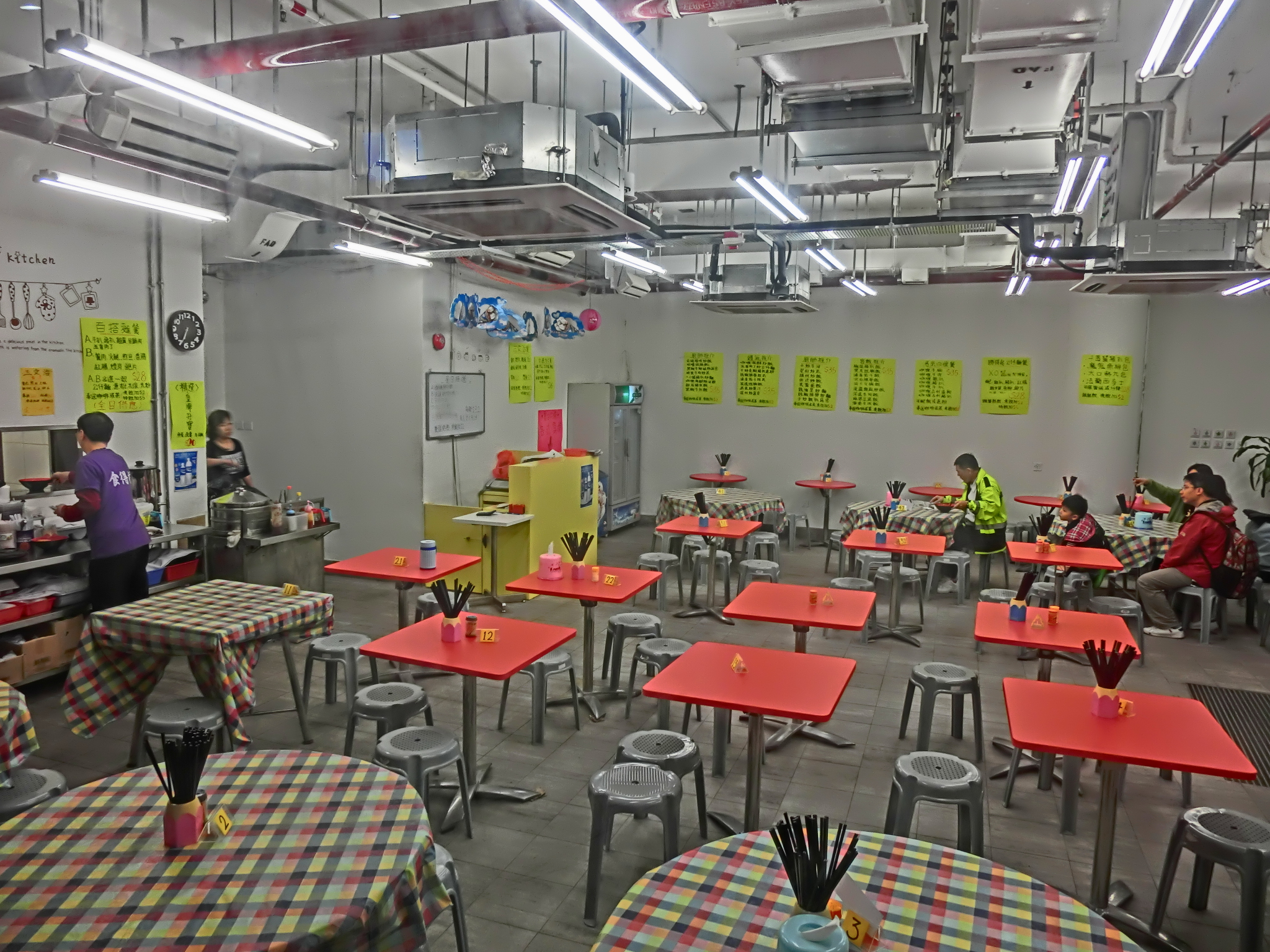
泳池內設有一間食肆

新觀塘游泳池樓高4層，建築樓面面積約23,038平方米，附設闊45米及重400噸的鋼結構作為游泳池場館頂部，場館及主要道路之間預留了空間，以改善該帶空氣流通的情況。拆卸舊觀塘游泳池及興建新觀塘游泳池共耗資13億2,380萬港元。新觀塘游泳池由呂元祥建築師事務所設計，政府根據了過往的使用率而設定擺設，以其他設施取代了使用率偏低的跳水池、兒童池和嬉水池。此外，新觀塘游泳池採用多種節約能源設備，包括發光二極管及感應器控制照明、太陽能熱水系統、太陽能光伏板及太陽能照明裝置等可再生能源技術，雨水循環作為園景灌溉用途；亦在平台外牆以垂直種植模式進行綠化，以緩解場館對景觀造成的影響。
游泳池獲得「亞洲最具影響力設計獎2014」優秀設計獎。
為了提高遇溺偵測的準確度並減輕救生員的壓力，康樂及文化事務署於2023年7月31日起在觀塘游泳池的戶外副池安裝人工智能遇溺偵測系統。系統將利用人工智能偵測科技，透過分析鏡頭拍攝的錄像，分辨游泳者的動作，計算泳者溺水的機率，提升水上安全。如遇上有人懷疑遇溺，系統將會自動響起警號，提示救生員拯救遇溺者。康文署強調系統不會記錄泳客的影像及片段，以保障泳客私隱，康文署將測試系統運作成效，若成功將推廣至其他游泳池。
- 1個1.4至1.9米室內主池，50米x25米，提供暖水。
- 1個1.2米室內多用途泳池，25米x30米，提供暖水。
- 1個1.1至1.4米戶外副池，50米x21米
- 2個0.7至0.9米戶外習泳池，25米x12.5米
- 1個日光浴場
- 可以容納1,500名觀眾的看台
- 輔助設施
  - 繳費處
  - 辦事處
  - 洗手間
  - 更衣室
  - 育嬰間
  - 急救室
  - 食肆等
- 觀塘區康樂事務辦事處[28]

## 開放時間
| 夏季開放時間表（4月至10月）                                                                                | 夏季開放時間表（4月至10月） | 夏季開放時間表（4月至10月） |
| --- | --------------------------- | --------------------------- |
| 第一節：上午6時30分至中午12時                                                                              | 第二節：下午1時至6時        | 第三節：晚上7時至10時       |
| 暫停開放時間：中午12時至下午1時及下午6時至7時                                                              |                             |                             |
| 冬季開放時間表（11月1日至翌年1月1日；2月22日至4月15日，只開放室內游泳池）                                  |                             |                             |
| 第一節：上午6時30分至中午12時                                                                              | 第二節：下午1時至6時        | 第三節：晚上7時至10時       |
| 暫停開放時間：中午12時至下午1時及下午6時至7時                                                              |                             |                             |
| 配合每年維修工程的暫停開放時間                                                                             |                             |                             |
| 全泳館：1月2日至2月21日 戶外泳池：11月1日至翌年4月15日                                                     |                             |                             |
| 每周大清潔行動                                                                                             |                             |                             |
| 本公眾游泳池逢星期三進行一次大清潔行動，時間為上午10時至第二節開放時段完結為止，而泳池會於同日第三節重開。 |                             |                             |

## 遇溺死亡事件
2017年7月16日下午，游泳池一名72歲老人與男泳客相撞後「沉落水」，15分鐘後才被其他泳客發現而獲救，不過9天後在基督教聯合醫院死亡。到2022年5月，死因庭經過4日研訊後，裁定死於意外。死因裁判官黃偉權批評3個救生員在15分鐘也沒有發現，而指引已經訂明要每10秒掃射負責範圍，認為他們根本沒有專注在泳客身上，也不明白為何室內泳池需要大太陽傘。而康文署在遇溺事故發生後只提交報告作記錄，署方亦到死因庭召開研訊才修訂指引。家屬亦批評警方處理案件時疑「擺烏龍」，要親自報警才獲理會。也後悔在聆訊前已與康文署達成和解賠償協議。

## 興建圖片

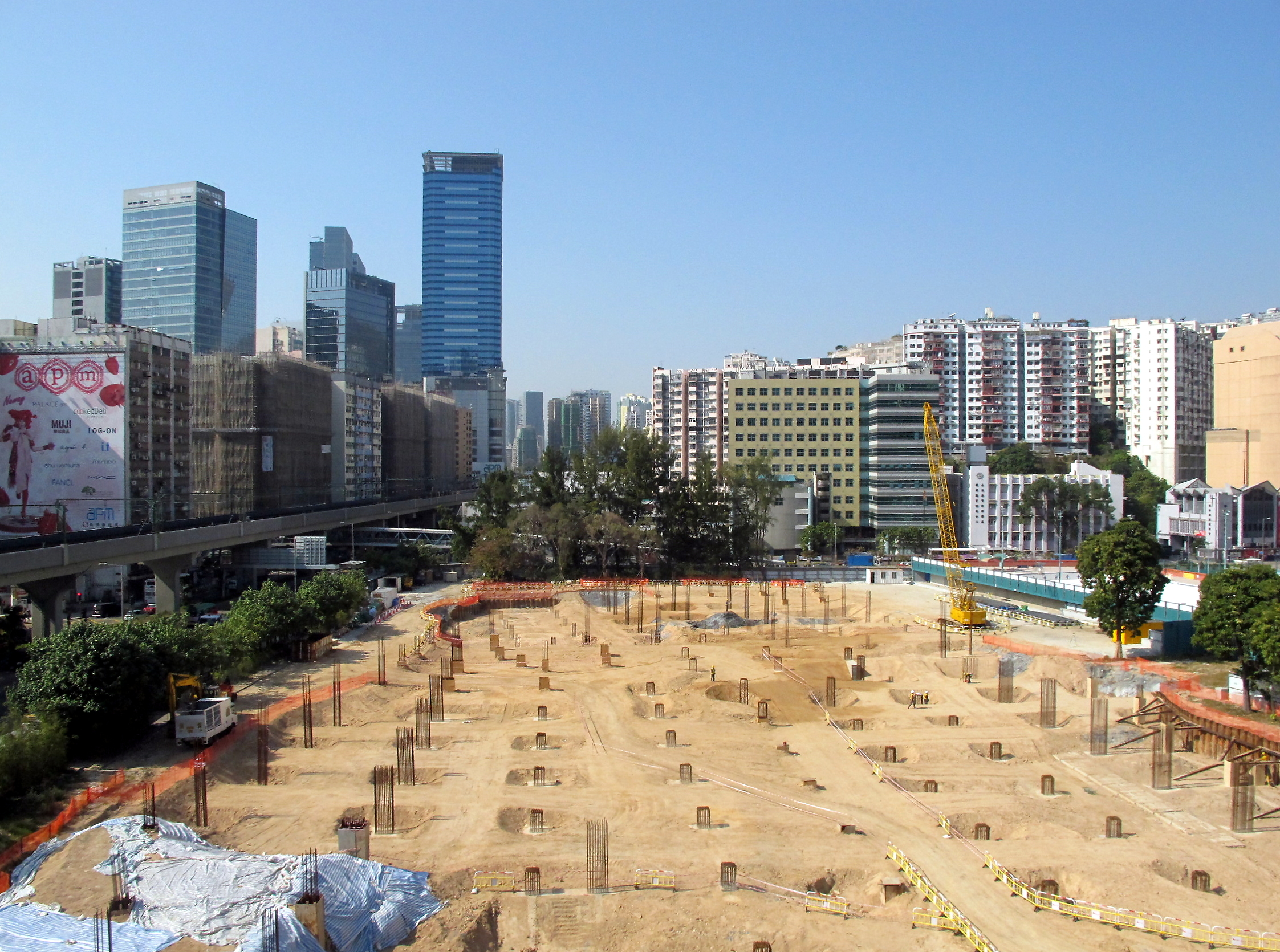
2010年12月
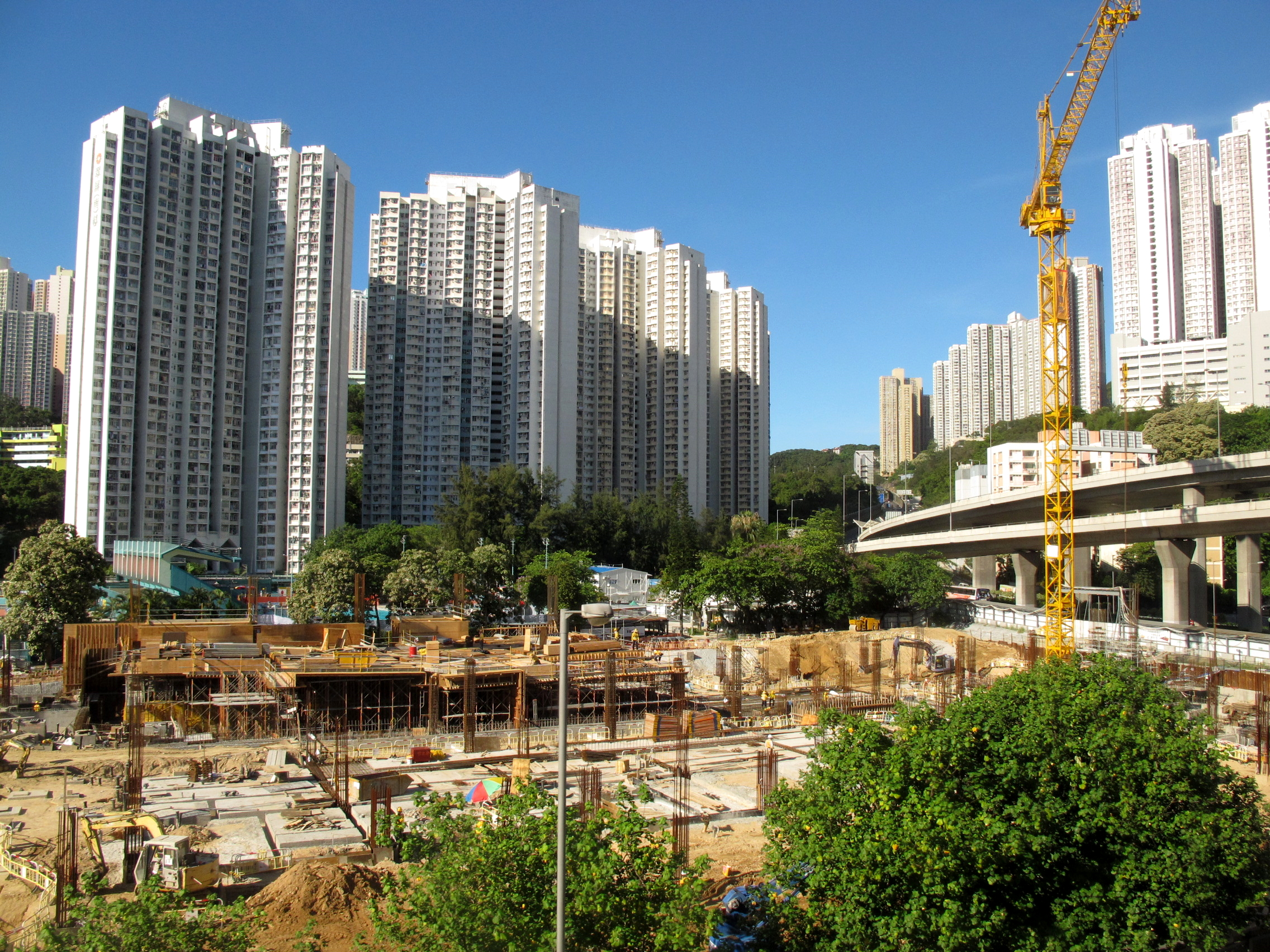
2011年6月
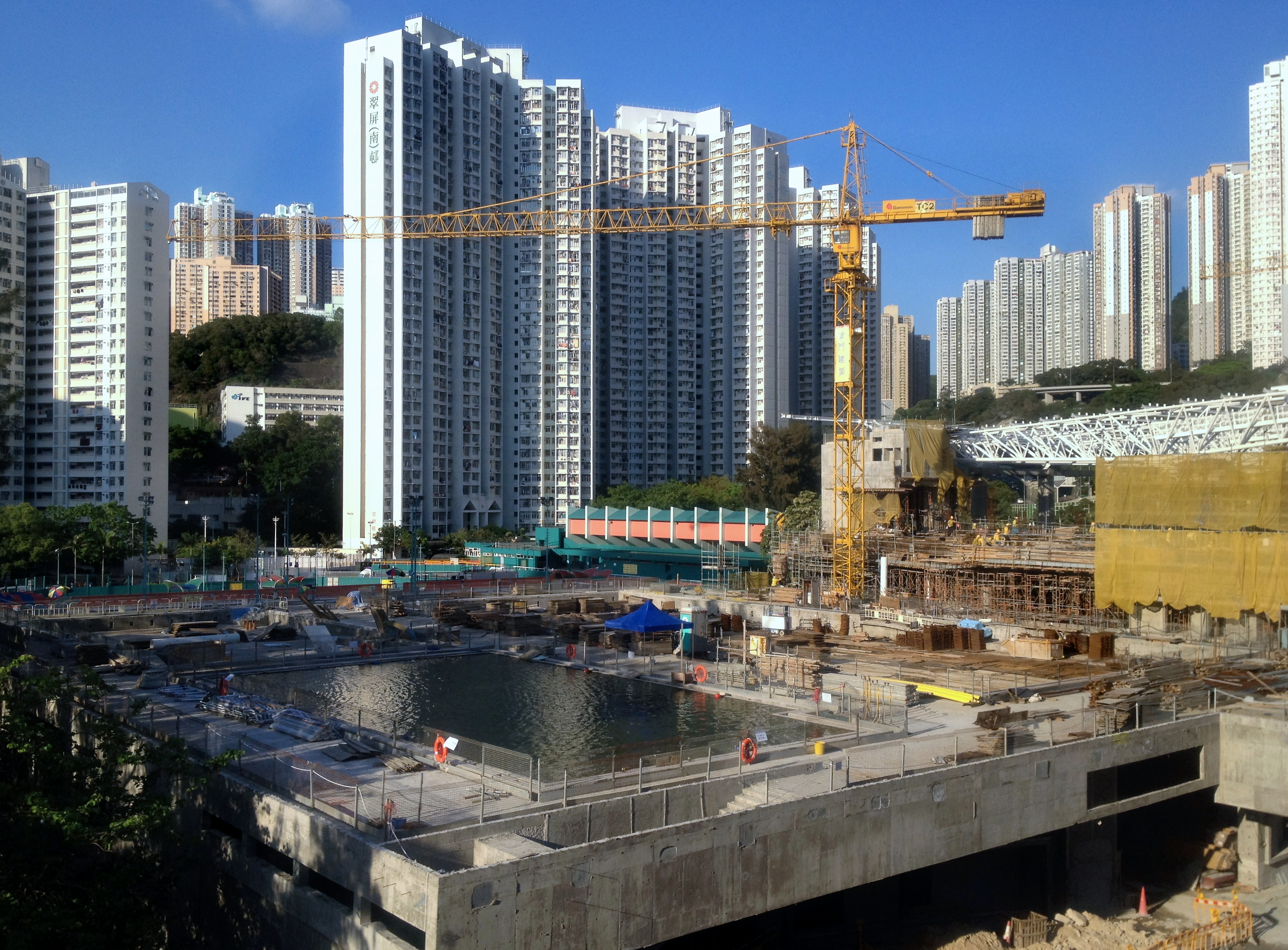
2012年5月
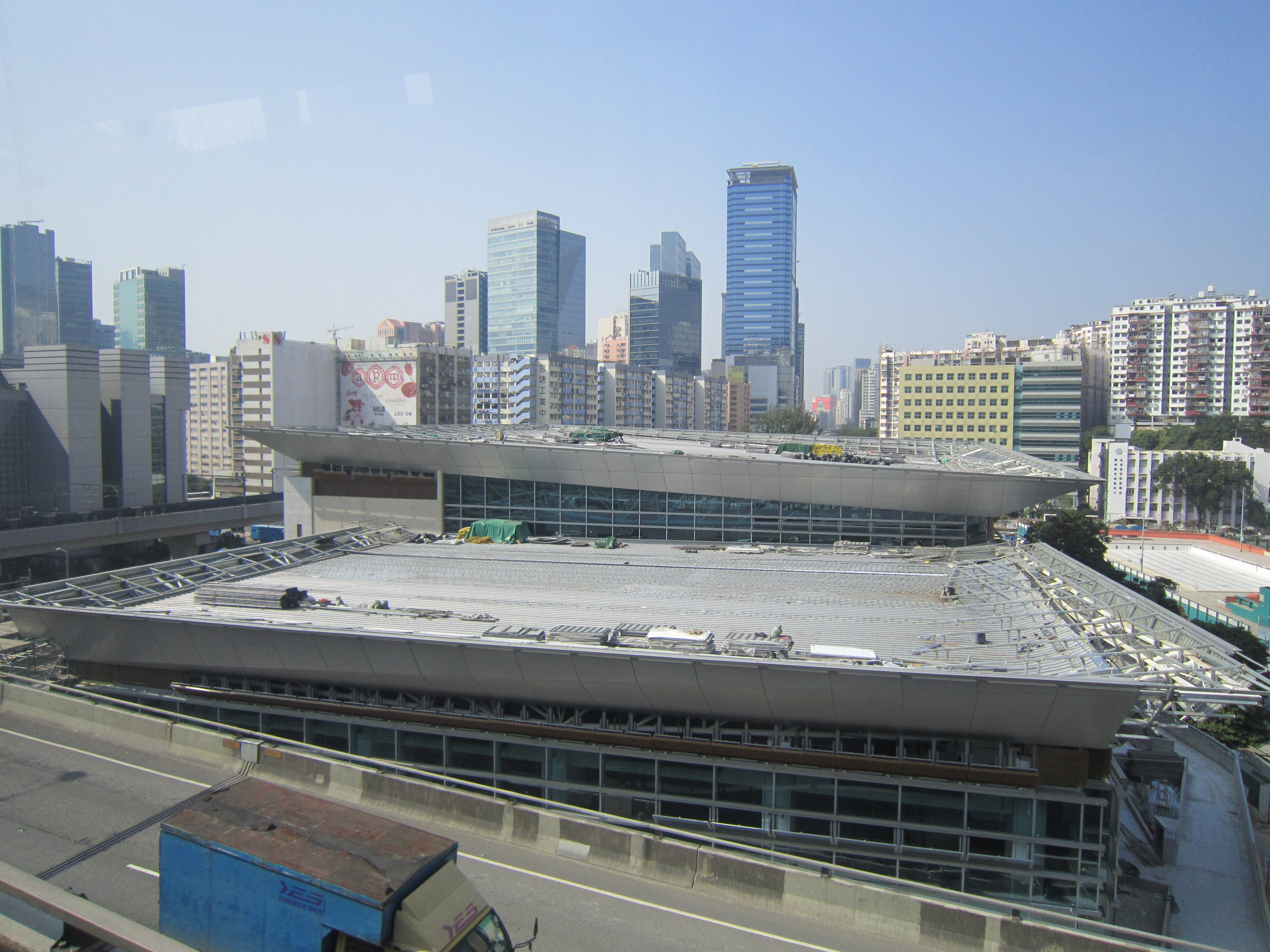
2012年12月
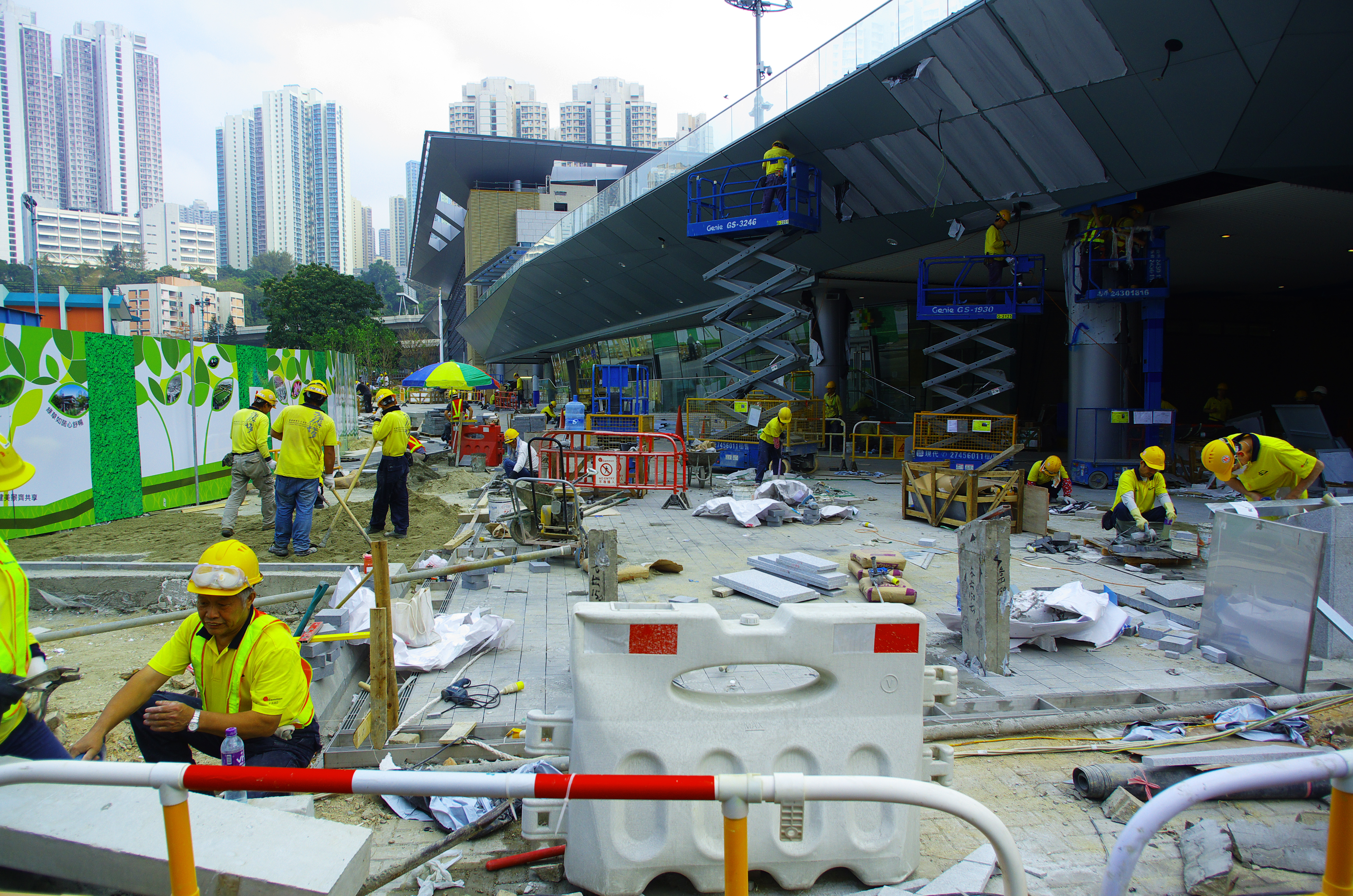
2013年3月

## 鄰近地方
- 翠屏邨
- 鯉安苑
- 寶珮苑
- 觀塘遊樂場
- 觀塘警署
- 觀塘法院大樓
- 東九龍政府合署
- 香港歷史檔案大樓
- 觀塘技能訓練中心
- 觀塘職業訓練中心
- 基督教家庭服務中心

## 外部連結
- 康樂及文化事務署－觀塘游泳池 （页面存档备份，存于）
- 立法會財務委員會工務小組委員會討論文件2009年6月15日 （页面存档备份，存于）
- 活在觀塘－官塘遊樂場 (Kwun Tong Recreation Ground) 重建 （页面存档备份，存于）